# Cryin'
Cryin' é o trigésimo sétimo single da banda norte-americana Aerosmith.
É o quarto single do álbum Get a Grip.

## Letra
A música conta a história do relacionamento de um homem e uma mulher. Alguns interpretam essa história, como sendo uma metáfora do uso de drogas por parte de Steven Tyler.

## Vídeoclipe
No vídeo aparece pela primeira vez a atriz Alicia Silverstone a fazer um piercing no umbigo, com a banda a tocar na Central Congregational Church em Fall River, Massachusetts.
O ator Josh Holloway, que ficou conhecido anos mais tarde por interpretar o personagem Sawyer na série Lost, aparece no clipe roubando a bolsa de Alicia Silverstone. 

## Paradas
| Ano  | Parada                 | Posição |
| ---- | ---------------------- | ------- |
| 1993 | Mainstream Rock Tracks | 1       |
| 1993 | Billboard Hot 100      | 12      |
| 1993 | Top 40 Mainstream      | 11      |

## Presença em "Sonho Meu Internacional"
A canção fez parte da trilha sonora internacional da novela "Sonho Meu", exibida entre 1993/1994, pela TV Globo. Na trama ela foi tema da personagem "Giácomo Madureira", interpretado por Eri Johnson.